# Нікола Ковачев
Нікола Ковачев (болг. Никола Ковачев, 4 червня 1934, Горна Джумая — 26 листопада 2009, Софія) — болгарський футболіст, що грав на позиції захисника. По завершенні ігрової кар'єри — тренер. Заслужений майстер спорту Болгарії (1962).
Більшу частину кар'єри провів у ЦСКА (Софія), з якою став семиразовим чемпіоном Болгарії та дворазовим володарем Кубка Болгарії. Також грав за національну збірну Болгарії, з якою був учасником чемпіонату світу та двох Олімпійських ігор.

## Клубна кар'єра
У дорослому футболі дебютував 1950 року виступами за команду «Пірін» (Благоєвград), в якій провів чотири сезони.
Протягом 1955—1956 років захищав кольори клубу «Ботев» (Пловдив), у складі якого дебютував у вищому дивізіоні країни.
1956 року перейшов до клубу ЦСКА (Софія), за який відіграв 10 сезонів. За цей час сім разів виборював титул чемпіона Болгарії та двічі Кубок Радянської Армії. Завершив професійну кар'єру футболіста виступами за команду ЦСКА (Софія) у 1966 році. Загалом за кар'єру Нікола провів 215 матчів і забив 23 голи в групі «А» (174 гри з 20 голами за ЦСКА та 41 матч з 3 голами за «Ботев»). Також за ЦСКА Ковачев провів 17 матчів і 3 голи у Кубку європейських чемпіонів.

## Виступи за збірну
26 серпня 1956 року дебютував в офіційних іграх складі національної збірної Болгарії в товариському матчі проти Польщі (2:1), відігравши всі 90 хвилин.
В кінці року у складі збірної був учасником футбольного турніру на Олімпійських іграх 1956 року у Мельбурні, на якому зіграв у трьох матчах, а команда здобула бронзові нагороди. Він також грав на наступних Олімпійських іграх у Римі в 1960 році, зігравши у всіх трьох матчах, але його команда не вийшла з групи.
Згодом він брав участь і у чемпіонаті світу 1962 року у Чилі, зігравши у всіх трьох матчах групового етапу: з Аргентиною (0:1), Угорщиною (1:6) та Англією (0:0).
Загалом протягом кар'єри у національній команді, яка тривала 8 років, провів у її формі 46 матчів, забивши 2 голи.

## Кар'єра тренера
Після закінчення футбольної кар'єри він був помічником тренера ЦСКА (Софія) у 1967-1973 роках, а 1974 року очоливши тренерський штаб клубу. Того ж року Ковачев покинув команду, але незабаром повернувся і знову її тренував з 1977 по 1979 рік. У 1978 та 1979 роках він став віце-чемпіоном країни з цим клубом.
В подальшому тренував «Пирин» (Благоєвград), «Хебир», «Лудогорець», кіпрський «Енозіс Неон Паралімні», а також «Черно море».
Помер 26 листопада 2009 року на 76-му році життя у місті Софія.

## Титули і досягнення
- Чемпіон Болгарії (7):

ЦСКА (Софія): 1957, 1958, 1958–59, 1959–60, 1960–61, 1961–62, 1965–66
- Володар Кубка Болгарії (2):

ЦСКА (Софія): 1960–61, 1964–65

### Збірна
- Бронзовий олімпійський призер: 1956